# سليمان العلوان
سليمان بن ناصر بن عبد الله العلوان (1969م -) هو عالم دين سني سعودي ولديه العديد من المؤلفات والكتب الشرعية.

## حياته الشخصية
ولد الشيخ العلوان في مدينة بريدة السعودية عام 1389 هـ/1969م ونشأ بها، وهو الرابع من أصل تسعة إخوة. بعد أن تخرج من المرحلة المتوسطة في 1404 هـ التحق بأحد المعاهد الثانوية إلا أنه تركه بعد فترة لا تتجاوز 15 يوم، وبدأ بطلب العلم الشرعي والتلقي عن العلماء مباشرة ومطالعة الكتب، ويقول عنه يوسف الصالح أحد من ترجمه: «كان شديد الميل للحفظ والقراءة في علوم مختلفة، ومنذ بداية طلبه للعلم وهو متفرغ له ويقضي أكثر يومه في الحفظ والمذاكرة والقراءة في الكتب». وقد بدأ العلوان أولاً بحفظ القرآن الكريم عند تركه التعليم النظامي في 1407 هـ وحفظ كتب الشيخ محمد بن عبد الوهاب مثل كتاب التوحيد وكتاب العقيدة الواسطية، والفتوى الحموية لابن تيمية، والبيقونية وغيرها من المؤلفات والكتب.

## طريقته في طلب العلم
بدأ أولاً بحفظ القرآن الكريم وفرغ منه عام 1407هـ، وحفظ كتاب التوحيد لمحمد بن عبد الوهاب، و العقيدة الواسطية والفتوى الحموية لابن تيمية، والبيقونية في مصطلح الحديث للبيقوني، وكانت هذه المحفوظات في بداية الطلب، وكان يقرأ حينها في كتب ابن تيمية وابن القيم والسيرة النبوية لابن هشام والبداية والنهاية لابن كثير، ومؤلفات ابن رجب، ومؤلفات أئمة الدعوة النجدية، وكان الشيخ يتردد على مجموعة من المشايخ يحفظ عليهم بعض المتون على حسب تخصصاتهم، وكانت الدروس يومياً عدا يوم الجمعة، وكان يختلف في اليوم على أربعة من المشايخ وذلك بعد الفجر وبعد الظهر وبعد المغرب وبعد العشاء.
وكان حريصاً أشد الحرص على حفظ المتون العلمية في كل الفنون، ولم يكن يحفظ المتن حتى يقرأ شرحه ويفهم معناه، وفي الفقه كان يحرص على معرفة المذاهب الأخرى حتى بدأ بحفظ المذاهب الفقهية الأربعة، وزيادة على ذلك اجتهادات واختيارات ابن حزم وابن تيمية وتلميذه ابن القيم.

## شيوخه
- الشيخ صالح بن إبراهيم البليهي: حفظ عليه كتاب التوحيد لمحمد بن عبد الوهاب وعمدة الأحكام للمقدسي وقرأ عليه السلسبيل (المجلد الأول منه) وبلوغ المرام من أدلة الأحكام لابن حجر العسقلاني (إلى كتاب النكاح).
- الشيخ عبد الله الدويش: حفظ عليه كتاب التوحيد كله والعقيدة الواسطية والفتوى الحموية لابن تيمية والآجرومية لابن آجروم.
- الشيخ عبد الله محمد الحسين أبا الخيل: حفظ عليه نخبة الفكر في مصطلح أهل الأثر لابن حجر العسقلاني والبيقونية في مصطلح الحديث للبيقوني والفتوى الحموية لابن تيمية والرحبية وبلوغ المرام من أدلة الأحكام لابن حجر العسقلاني وقرأ عليه شرح العقيدة الطحاوية للطحاوي وجامع الأصول لابن الأثير وصحيح البخاري وسنن أبي داوود وغيرها.
- الشيخ الزاهد محمد بن سليمان العليط: حفظ عليه كتاب الأصول الثلاثة لمحمد بن عبد الوهاب وبعض زاد المستقنع في اختصار المقنع للحجاوي وسلم الوصول لحافظ الحكمي وفضل الإسلام لمحمد بن عبد الوهاب وقرأ عليه جامع العلوم والحكم لابن رجب وزاد المعاد لابن القيم وغيرها.
- الشيخ محمد بن فهد الرشودي: حفظ عليه الورقات للجويني وبلوغ المرام من أدلة الأحكام لابن حجر العسقلاني والمنتقى من أخبار المصطفى لمجد الدين أبي البركات ابن تيمية ومسائل الجاهلية لمحمد بن عبد الوهاب والكلم الطيب لابن تيمية والفوائد الجلية في المباحث الفرضية لابن باز وغيرها كثير.
- الشيخ أحمد بن ناصر العلوان: حفظ عليه الآجرومية وأكثر ألفية ابن مالك وقد حفظ من النحو أيضاً ملحة الإعراب.
- وقد قرأ الشيخ أيضاً على مجموعة من طلبة العلم في بريدة وذلك في بداية الطلب وحفظ عليهم آداب المشي إلى الصلاة لمحمد بن عبدالوهاب بجزأيه وكشف الشبهات والأصول الثلاثة لمحمد بن عبد الوهاب.[3][4]

## اعتقاله
اعتقل العلوان عصر يوم الأربعاء 28 أبريل 2004 الموافق 9 ربيع الأول 1425 هـ ونقل بين عدة سجون وظل في الانفرادي تسع سنوات وحرم من رؤية زوجته ست سنوات وأشهر.
وقد أجرى قبيل خروجه عملية جراحية نقل على إثرها من سجن الطرفية ببريدة إلى الرياض لإجراء العملية ثم العودة مرة أخرى إلى سجن الطرفية، صدر أمر إفراج له بتاريخ 13/ 1/ 1434هـ  وبعد الإفراج بدأت جلسات محاكمته، وفي جلسة النطق بالحكم يوم الخميس 27 ذو القعدة 1434هـ حكم عليه بالسجن خمسة عشرة عاماً اعتباراً من تاريخ إيقافه منها ثمان سنوات بتهمة غسل الأموال وبقية المدة لباقي التهم، ومنع من السفر خارج البلاد مدة عشر سنوات. كما أعيد اعتقال العلوان مرة أخرى صباح الأثنين 16 ديسمبر 2013 الموافق 13 صفر 1435هـ.
كما خرج في تاريخ 1438/8/5ه لعزاء والداته فقد توفيت وهو في السجن وخرج للصلاة عليها، ولم يكن ليخرج الا بعد ما انتشرت حملة على مواقع التواصل تطالب بخروجه للصلاة عليها، وأعيد إلى السجن مرة أخرى إلى زنزانته في تاريخ 1438/8/12هـ.

## مؤلفاته ورسائله
1. تنبيه الأخيار على عدم فناء النار.
2. الأمالي المكية على المنظومة البيقونية.
3. التبيان في شرح نواقض الإسلام.
4. شرح بلوغ المرام.
5. تنبيه الأمة على وجوب الأخذ بالكتاب والسنة.
6. التوكيد في وجوب الاعتناء بالتوحيد.
7. الكشاف عن ضلالات حسن السقاف.
8. إتحاف أهل الفضل والإنصاف بنقض كتاب ابن الجوزي دفع شبه التشبيه وتعليقات السقاف (طبع منه الآن مجلدان).
9. القول المبين في إثبات الصورة لرب العالمين.
10. مهمات المسائل في المسح على الخفين.
11. الإجابة المختصرة في التنبيه على حفظ المتون المختصرة.
12. الاستنفار للذب عن الصحابة الأخيار.
13. القول الرشيد في حقيقة التوحيد.
14. الإعلام بوجوب التثبت في رواية الحديث.
15. أحكام قيام الليل.
16. ألا إن نصر الله قريب.
17. مجموعة رسائل وفتاوى .
18. شرح تجريد التوحيد للمقريزي.
19. شرح العقيدة الواسطية.
20. المنتقى من مراقي السعود في أصول الفقه .
21. شرح كتاب الصوم من جامع الترمذي.
22. شرح جامع الترمذي.
23. الأربعون الجهادية.
24. دعنا نمت حتى ننال شهادة.
25. الأدلة والبراهين لإيضاح المعتقد السليم والرد على المخالفين.
26. فتاوى الصيام ويليه مسائل تتعلق بالاعتكاف والقنوت وصلاة الوتر.
27. الأنتصار لأهل الجهاد.
28. ملة إبراهيم.
29. خطورة التكفير والإرجاء.
30. الأحكام الحديثية.
31. الأحكام الحديثية على سنن ابي داود.
32. النزعات في المهدي.
33. احذروا السحر والسحرة.

وله الكثير من الكتب التي لم تطبع.

## الوصلات الخارجية
- إطلاق سراح الشيخ سليمان العلوان
- الحكم على الشيخ العلوان صحيفة سبق
- صحيفة "سبق"، تفاصيل قضية الشيخ سليمان العلوان وسجنه 15 عاماً